# Linia kolejowa 103 Karcag – Tiszafüred
Linia kolejowa Karcag – Tiszafüred – linia kolejowa na Węgrzech. Jest to linia jednotorowa, w całości niezelektryfikowana. Łączy Karcag z Tiszafüred. 

## Historia
Linia została otwarta 17 maja 1896 roku.